# Defection
「Defection」（ディフェクション）は、茅原実里の楽曲。奥井雅美が作詞、菊田大介が作曲を手掛けた。茅原の10枚目のシングルとして2011年2月9日にGloryHeavenから発売された。

## 概要
前作「Freedom Dreamer」から、約7ヶ月ぶりのリリース。11枚目のシングル「KEY FOR LIFE」と同時発売であり、自身初のシングル2枚同時リリースとなった。
また、2作にはテーマがあり、本作は「スタイリッシュサイド」となっており、「KEY FOR LIFE」と対極のテーマとなっている。2作の大きなテーマとしては「原点回帰」というテーマがあるとのこと。収録曲は前作同様、3曲入りとなっている。
本作と「KEY FOR LIFE」を引っ提げてのコンサートツアー『Minori Chihara Live Tour 2011 〜Key for Defection〜』が2011年2月12日から5月8日まで全国のライブハウス『Zepp』で開催された。また、シングル作品を引っ提げてのコンサートツアーは初である。

## チャート成績
2011年2月9日付のオリコン週間シングルチャートで15位を獲得。初動売上は0.8万枚であり、前作から0.1万枚減少した。
7枚目のシングル「PRECIOUS ONE」から3作連続で続いていた週間チャートへのトップ10入りの記録が閉ざされた。オリコン週間シングルチャートで自身のシングルが2作同時にTOP20入りを果たすのは初の記録となった。
2011年2月9日付のオリコンデイリーチャートで9位を獲得した。同チャートで同時発売の「KEY FOR LIFE」が10位を獲得したことにより、茅原の作品としては初となるトップ10に2作同時のランクインとなった。また、茅原のシングルのトップ10入りは「PRECIOUS ONE」から4作連続。2011年2月度のオリコン月間シングルチャートで49位を獲得。推定売上枚数は1.0万枚を記録した。また、茅原のシングルの月間チャート入りは「PRECIOUS ONE」から4作連続。
2011年2月21日付のBillboard JAPAN HOT 100で78位、Billboard JAPAN Hot Singles Salesで14位、Billboard Hot Animationで5位を獲得した。なお、茅原の作品がBillboard Hot Animationにランクインするのは初。
2011年2月7日から2月14日調査分のサウンドスキャンの週間シングルCDソフトTOP20では8位、2011年2月19日放送分のCOUNT DOWN TV内のThis Week's TOP 100では20位を獲得した。また、ドワンゴが運営しているウェブサイトの2011年度上半期ランキングでは、「アニメロミックス 着うた」で76位、「超!アニメロ 着うたフル」で96位を獲得した。

## 批評
CDジャーナルは、「テンポの速いトランス風のダンスナンバー。ボーカルは暴力的、無機質なエレクトロサウンドに挑むような表情豊かで感情的なバランスがとれた物になっている。」と批評した。

## 収録曲
1. Defection [4:12]
作詞：奥井雅美、作曲・編曲：菊田大介（Elements Garden）
作詞は歌手の奥井雅美が手掛けており、奥井はインドに旅行に行っているときに作詞を行った[7]。奥井には、茅原がそのとき自分が抱えていた悩みや葛藤などの想いを奥井にメールし、ものすごく素直にぶつかっていける歌詞になり、自分の中に力がみなぎってくるような歌になったとのこと[8]。
初めて楽曲を聴いた時の印象は「とても曲のスピードが速く、かっこいい曲」であり、レコーディングでは滑舌を重点的に意識していたと語っている[9]。
2. raison pour la saison [5:28]
作詞：畑亜貴、作曲・編曲：菊田大介（Elements Garden）
ロックテイストが強い曲で、レコーディング時に室屋光一郎のヴァイオリンソロを聴いて失神しそうになったと語っている[10]。
3. 不確定性原理 [4:40]
作詞：田代智一・こだまさおり、作曲：田代智一、編曲：藤田淳平（Elements Garden）
レコーディング時にしっくりこないところがあり、アレンジを直すことになった。アレンジのし直しは、1作目のオリジナルアルバム『Contact』に収録されている「ふたりのリフレクション」以来4年ぶり[11]。また、アレンジが凄くトリッキーであり、どの楽器の音を聴いたらいいのかが分からず楽曲に入りづらかったと語っている[12]。
楽曲が難しくレコーディングで一番苦労した曲であったという[12]レコーディングは半泣きで行ったという[10]。また、本曲は「原点回帰」ということでテレビアニメ『涼宮ハルヒの憂鬱』で茅原が演じるキャラクター「長門有希」のキャラクターソングである「雪、無音、窓辺にて。」の作曲を手掛けた田代智一が本作も手掛けており、楽曲がロックで驚いたが、茅原は新しい世界を開いてくれたと語っている[10]。
表題曲の「Defection」に通ずる葛藤や迷いが詰め込んである楽曲であり、「本当の自分自身を探している」というような、どうにもならない自分の中の心の叫びが描かれており、茅原自身も心の中にあるものを全部吐き出す気持ちで歌ったという[12]。
ドラムが生で入っており、とても聴きごたえがある1曲になったと茅原は語っている[12]。

## 収録作品

### CD
| 楽曲                  | 発売日        | タイトル                                                               | 備考                        |
| --------------------- | ------------- | ---------------------------------------------------------------------- | --------------------------- |
| Defection             | 2011年8月26日 | Minori Chihara Live Tour 2011 〜Key for Defection〜 LIVE CD+PHOTO BOOK | 1枚目のライブ・アルバム。   |
| Defection             | 2012年2月29日 | D-Formation                                                            | 4枚目のオリジナルアルバム。 |
| raison pour la saison | 2011年8月26日 | Minori Chihara Live Tour 2011 〜Key for Defection〜 LIVE CD+PHOTO BOOK | 1枚目のライブ・アルバム。   |
| 不確定性原理          | 2011年8月26日 | Minori Chihara Live Tour 2011 〜Key for Defection〜 LIVE CD+PHOTO BOOK | 1枚目のライブ・アルバム。   |

### DVD、Blu-ray Disc
| 発売日         | タイトル                                              | 備考                             |
| Defection      | Defection                                             | Defection                        |
| -------------- | ----------------------------------------------------- | -------------------------------- |
| 2012年4月4日   | Message 04                                            | 4作目のミュージッククリップDVD。 |
| 2012年7月2日   | Minori Chihara Live 2011 "SUMMER CAMP 3" LIVE Blu-ray | 5作目のライブ・ビデオ。          |
| 2012年11月14日 | Minori Chihara Live 2012 ULTRA-Formation LIVE Blu-ray | 6作目のライブ・ビデオ。          |
| 2013年1月25日  | Minori Chihara Live 2012 ULTRA-Formation LIVE DVD     | 6作目のライブ・ビデオ。          |

## クレジット
| Performed by 茅原実里       | Performed by 茅原実里                       |
| --------------------------- | ------------------------------------------- |
| Producer                    | 斎藤滋（Lantis）                            |
| Mastering Engineer          | 袴田剛史（FLAIR MASTERING WORKS）           |
| Art direction & design      | 後藤まどか（SMC）                           |
| Photography                 | PAK OK SUN（CUBE）                          |
| Styling                     | 谷口美夏                                    |
| Hair & Make-up              | 清水恵美子                                  |
| A&R                         | 岩下由希恵（Lantis）                        |
| Creative producer           | 小島冬樹（Lantis）                          |
| Promotion producer          | 鈴木めぐみ（Lantis）                        |
| Sales promotion producer    | 佐橋計（Lantis）                            |
| Sales promotion             | 臼倉竜太郎（Lantis）                        |
| Executive promoter          | 松村起代子（Lantis）                        |
| Fan Club Staff              | 片野安則                                    |
| Fan Club Staff              | 安田まどか                                  |
| Fan Club Staff              | 橋本葉子                                    |
| Fan Club Staff              | 成田奈穂（ROM SHARING）                     |
| Special thanks              | Elements Garden                             |
| Special thanks              | Smile Company                               |
| Special thanks              | F.M.F                                       |
| Special thanks              | ロデオドライヴ                              |
| Artist Brand Management     | 瀬野大介（avex Planning & Development）     |
| Artist Management Assistant | 大塚裕介（avex Planning & Development）     |
| Artist Management Assistant | 佐々木真理英（avex Planning & Development） |
| Supervisor                  | 本多健二（avex Planning & Development）     |
| Executive supervisor        | 伊藤善之                                    |
| Executive producer          | 井上俊次（Lantis）                          |
| Executive producer          | 青木義人（avex Planning & Development）     |
| Special supporter           | m.s.s members                               |
| Very special thanks         | ALL FANS                                    |

### 参加ミュージシャン
| Defection    | Defection              |
| ------------ | ---------------------- |
| Guitar       | 加藤大祐               |
| Strings      | 大先生室屋ストリングス |
| Mix engineer | 淺野浩伸（Redefine）   |

| raison pour la saison | raison pour la saison  |
| --------------------- | ---------------------- |
| Guitar                | 加藤大祐               |
| Strings               | 大先生室屋ストリングス |
| E.Violin              | 室屋光一郎             |
| Mix engineer          | 淺野浩伸（Redefine）   |

| 不確定性原理 | 不確定性原理 |
| ------------ | ------------ |
| E.Guitar     | 山本陽介     |
| Bass         | 田辺トシノ   |
| Drums        | 佐野康夫     |
| Mix engineer | 白井康裕     |